# Durable Motor Car Company
Durable Motor Car Company war ein US-amerikanischer Hersteller von Automobilen.

## Unternehmensgeschichte
Das Unternehmen hatte seinen Sitz in St. Louis in Missouri. 1908 stellte es einige Automobile her, die als Clymer vermarktet wurden. Besonderheit war, dass das Unternehmen ein Jahr Garantie gewährte. Im Nachhinein ist festzustellen, dass die Garantiezeit länger war als die Existenz des Unternehmens.

## Fahrzeuge
Das einzige Modell war ein Highwheeler. Mit den großen Vollgummireifen war er für die damaligen schlechten Straßen gut geeignet. Ein Zweizylindermotor mit 12 PS Leistung trieb die Fahrzeuge an. Die Höchstgeschwindigkeit war mit 48 km/h angegeben. Zur Wahl standen vier verschiedene Aufbauten. Eine Abbildung zeigt einen Roadster.